# Russell Johnson (attore)
Russell David Johnson (Ashley, 10 novembre 1924 – Bainbridge Island, 16 gennaio 2014) è stato un attore statunitense.
Nel corso della sua carriera televisiva recitò in oltre 110 produzioni dal 1950 al 1997. Partecipò inoltre a una quarantina di film per il cinema dal 1952 al 1988. Conosciuto principalmente per i suoi ruoli televisivi nelle serie Black Saddle e L'isola di Gilligan, fu accreditato anche con il nome Russell D. Johnson.

## Biografia
Dopo aver partecipato alla seconda guerra mondiale con l'aviazione degli Stati Uniti come bombardiere, iniziò la sua carriera al cinema e in televisione agli inizi degli anni cinquanta. Tra i suoi ruoli televisivi più noti, quello dello sceriffo Gib Scott in 42 episodi della serie Black Saddle (1959-1960), del narratore in 13 episodi della serie La grande avventura (1964) e del professor Roy Hinkley in 98 episodi della serie L'isola di Gilligan (1964-1967).
Dal 1974 al 1977 prestò la voce al personaggio di Hinkley nella serie animata L'isola delle 1000 avventure e nel 1987 riprese il ruolo del professore in un episodio della seconda stagione della serie Alf. Altri personaggi televisivi degni di nota sono l'assistente del procuratore distrettuale Brenton Grant in otto episodi della serie Difesa a oltranza (1971-1973) e Mac Steel in un doppio episodio della serie I Jefferson (1982). Collezionò molte altre partecipazioni dagli anni cinquanta agli anni novanta in veste di guest star o di interprete di parti perlopiù minori in numerosi episodi e spesso interpretando più personaggi per serie.
Apparve inoltre in tre episodi di Crossroads, due episodi di Cavalcade of America, tre episodi di The Silent Service, tre episodi di Lux Video Theatre, cinque episodi di Laramie, tre episodi di Death Valley Days, quattro episodi di Lassie e tre episodi di F.B.I.. Prese parte anche a due episodi della serie classica di Ai confini della realtà.
Johnson, inoltre, fu accreditato in diverse produzioni per gli schermi cinematografici nelle quali interpretò personaggi più o meno secondari, come Ky Walker in For Men Only (1952), Charlie Thompson in Banditi senza mitra (1952), il contrabbandiere Johnny Redondo in Back at the Front (1952), Herman in Furore sulla città (1952), il tenente Hamilton in Seminole (1953), Jimmy Johnson in Il giustiziere (1953), il caporale Biddle in Il tenente dinamite (1953), George in Destinazione Terra (1953), Greiner in L'ultimo dei comanches (1953), Lam Blanden in I senza legge (1953) e Jed Ringer in La mano vendicatrice (1954).
Nello stesso anno prestò poi la voce come narratore per il film Il figlio di Kociss e interpretò uno dei gladiatori in Demetrio e i gladiatori, Emory in Bolide rosso e Howard Sloane in Pioggia di piombo. Nel 1955 diede vita ai personaggi di Banks in Un napoletano nel Far West, Shadduck in La straniera, Eddie Nelson in Ma and Pa Kettle at Waikiki e Steve Carlson in Cittadino dello spazio. Interpretò poi Jigger in Rock tutta la notte (1957), Ben Farraday in Courage of Black Beauty (1957), Joe Gamble in I figli dello spazio (1958), Sundance in I tre sceriffi (1958) e Hook in La vendetta del tenente Brown (1958).
Fu poi il capitano Brinker in Far West (1964), John Medford in Invito ad una sparatoria (1964), Scribe in La più grande storia mai raccontata (1965), Gaines in Cry for Poor Wally (1969), Linaver in The Man from Independence (1974), il capitano J.W. Shaw in Hitch Hike to Hell (1977), l'ammiraglio Ernest J. King in MacArthur il generale ribelle (1977), il professor Benson in Tuono rosso (1980). Per la televisione la sua ultima interpretazione risale all'episodio Mommy 'n' Meego della serie televisiva Meego, trasmesso il 1º gennaio 1997 mentre per gli schermi cinematografici l'ultimo ruolo che interpretò fu quello di Mr. Martin nel film Blue Movies (1988). Morì nel 2014 all'età di 89 anni per insufficienza renale.

## Filmografia

### Cinema
- For Men Only, regia di Paul Henreid (1952)
- Rancho Notorious, regia di Fritz Lang (1952)
- Banditi senza mitra (Loan Shark), regia di Seymour Friedman (1952)
- Back at the Front, regia di George Sherman (1952)
- Furore sulla città (The Turning Point), regia di William Dieterle (1952)
- Seminole, regia di Budd Boetticher (1953)
- Il giustiziere (Law and Order), regia di Nathan Juran (1953)
- Il tenente dinamite (Column South), regia di Frederick de Cordova (1953)
- Destinazione... Terra! (It Came from Outer Space), regia di Jack Arnold (1953)
- L'ultimo dei comanches (The Stand at Apache River), regia di Lee Sholem (1953)
- I senza legge (Tumbleweed), regia di Nathan Juran (1953)
- La mano vendicatrice (Ride Clear of Diablo), regia di Jesse Hibbs (1954)
- Il figlio di Kociss (Taza, Son of Cochise), regia di Douglas Sirk (1954)
- Demetrio e i gladiatori (Demetrius and the Gladiators), regia di Delmer Daves (1954)
- Bolide rosso (Johnny Dark), regia di George Sherman (1954)
- Senza scampo (Rogue Cop), regia di Roy Rowland (1954)
- Pioggia di piombo (Black Tuesday), regia di Hugo Fregonese (1954)
- Un napoletano nel Far West (Many Rivers to Cross), regia di Roy Rowland (1955)
- La straniera (Strange Lady in Town), regia di Mervyn LeRoy (1955)
- Ma and Pa Kettle at Waikiki, regia di Lee Sholem (1955)
- Cittadino dello spazio (This Island Earth), regia di Joseph M. Newman (1955)
- God Is in the Streets (1956) - cortometraggio
- L'assalto dei granchi giganti (Attack of the Crab Monsters), regia di Roger Corman (1957)
- Rock tutta la notte (Rock All Night), regia di Roger Corman (1957)
- Courage of Black Beauty, regia di Harold D. Schuster (1957)
- I figli dello spazio (The Space Children), regia di Jack Arnold (1958)
- I tre sceriffi (Badman's Country), regia di Fred F. Sears (1958)
- La vendetta del tenente Brown (The Saga of Hemp Brown), regia di Richard Carlson (1958)
- Far West (A Distant Trumpet), regia di Raoul Walsh (1964)
- Invito ad una sparatoria (Invitation to a Gunfighter), regia di Richard Wilson (1964)
- La più grande storia mai raccontata (The Greatest Story Ever Told), regia di George Stevens (1965)
- Cry for Poor Wally, regia di Marty Young (1969)
- The Man from Independence, regia di Jack Smight (1974)
- I tre giorni del Condor (Three Days of the Condor), regia di Sydney Pollack (1975)
- Hitch Hike to Hell, regia di Irvin Berwick (1977)
- MacArthur il generale ribelle (MacArthur), regia di Joseph Sargent (1977)
- Tuono rosso (The Great Skycopter Rescue), regia di Lawrence David Foldes (1980)
- Kill Squad, regia di Patrick G. Donahue (1982)
- Off the Wall, regia di Rick Friedberg (1983)
- Blue Movies, regia di Ed Fitzgerlad e Paul Koval (1988)

### Televisione
- Fireside Theatre – serie TV, un episodio (1950)
- Adventures of Superman – serie TV, un episodio (1953)
- City Detective – serie TV, un episodio (1954)
- Crossroads – serie TV, episodi 1x03-1x34-1x38 (1955-1956)
- Cavalcade of America – serie TV, 2 episodi (1955-1957)
- Lux Video Theatre – serie TV, 3 episodi (1955-1957)
- The Touch of Steel – film TV (1955)
- Il cavaliere solitario (The Lone Ranger) – serie TV, un episodio (1955)
- Kings Row – serie TV, episodio 1x01 (1955)
- Le avventure di Rin Tin Tin (The Adventures of Rin Tin Tin) – serie TV, 2 episodi (1956-1957)
- Climax! – serie TV, episodio 2x27 (1956)
- Medic – serie TV, un episodio (1956)
- Celebrity Playhouse – serie TV, episodio 1x34 (1956)
- You Are There – serie TV, un episodio (1956)
- Corky, il ragazzo del circo (Circus Boy) – serie TV, episodio 1x05 (1956)
- The Silent Service – serie TV, 3 episodi (1957-1958)
- Tales of Wells Fargo – serie TV, 2 episodi (1957-1962)
- Carovane verso il west (Wagon Train) – serie TV, 3 episodi (1957-1962)
- Gunsmoke – serie TV, 4 episodi (1957-1972)
- Alfred Hitchcock presenta (Alfred Hitchcock Presents) – serie TV, un episodio (1957)
- Code 3 – serie TV, un episodio (1957)
- Casey Jones – serie TV, un episodio (1957)
- Lassie – serie TV, 4 episodi (1958-1969)
- Jefferson Drum – serie TV, un episodio (1958)
- Steve Canyon – serie TV, episodio 1x04 (1958)
- The Californians – serie TV, un episodio (1958)
- Rescue 8 – serie TV, episodio 1x12 (1958)
- Flight – serie TV, episodio 1x13 (1958)
- Black Saddle – serie TV, 42 episodi (1959-1960)
- Lawman – serie TV, un episodio (1959)
- Avventure lungo il fiume (Riverboat) – serie TV, episodio 1x05 (1959)
- Border Patrol – serie TV, un episodio (1959)
- Ai confini della realtà (The Twilight Zone) – serie TV, 2 episodi (1960-1961)
- June Allyson Show (The DuPont Show with June Allyson) – serie TV, episodi 1x30-2x12 (1960)
- Hawaiian Eye – serie TV, 2 episodi (1961-1963)
- Laramie – serie TV, 5 episodi (1961-1963)
- Death Valley Days – serie TV, 3 episodi (1961-1968)
- The Jane Powell Show – film TV (1961)
- Thriller – serie TV, episodio 1x16 (1961)
- Michael Shayne – serie TV episodio 1x22 (1961)
- The Deputy – serie TV, un episodio (1961)
- Ripcord – serie TV, episodio 1x00 (1961)
- Alcoa Premiere – serie TV, un episodio (1961)
- I detectives (The Detectives) – serie TV, episodio 3x11 (1961)
- Avventure in paradiso (Adventures in Paradise) – serie TV, episodio 3x13 (1961)
- Route 66 – serie TV, un episodio (1962)
- The Law and Mr. Jones – serie TV, un episodio (1962)
- The Wide Country – serie TV, episodio 1x04 (1962)
- Ben Casey – serie TV, episodio 2x05 (1962)
- G.E. True – serie TV, episodio 1x09 (1962)
- Dakota (The Dakotas) – serie TV, episodio 1x03 (1963)
- Undicesima ora (The Eleventh Hour) – serie TV, un episodio (1963)
- Empire – serie TV, un episodio (1963)
- Gli uomini della prateria (Rawhide) – serie TV, episodio 5x29 (1963)
- Breaking Point – serie TV, un episodio (1963)
- The Farmer's Daughter – serie TV, un episodio (1963)
- Indirizzo permanente (77 Sunset Strip) – serie TV, episodio 6x11 (1963)
- L'isola di Gilligan (Gilligan's Island) – serie TV, 98 episodi (1964-1967)
- La grande avventura (The Great Adventure) – serie TV, episodi 1x18-1x21-1x23-1x24 (1964)
- La legge del Far West (Temple Houston) – serie TV, un episodio (1964)
- The Greatest Show on Earth – serie TV, episodio 1x20 (1964)
- The Outer Limits – serie TV, un episodio (1964)
- I giorni della nostra vita (Days of Our Lives) – serie TV (1965)
- Gli invasori (The Invaders) – serie TV, un episodio (1967)
- F.B.I. (The F.B.I.) – serie TV, 3 episodi (1968-1970)
- La grande vallata (The Big Valley) – serie TV, un episodio (1968)
- Squadra speciale anticrimine (The Felony Squad) – serie TV, episodio 2x26 (1968)
- The Movie Murderer – film TV (1970)
- Quella strana ragazza (That Girl) – serie TV, 2 episodi (1970)
- San Francisco International Airport – serie TV, un episodio (1970)
- Difesa a oltranza (Owen Marshall, Counselor at Law) – serie TV, 8 episodi (1971-1973)
- Giovani avvocati (The Young Lawyers) – serie TV, episodio 1x19 (1971)
- Vanished – film TV (1971)
- Marcus Welby (Marcus Welby, M.D.) – serie TV, un episodio (1971)
- O'Hara, U.S. Treasury – serie TV, un episodio (1971)
- Ironside – serie TV, un episodio (1972)
- Orrore a 12000 metri, regia di David Lowell Rich (1973) - film tv
- Beg, Borrow, or Steal – film TV (1973)
- Cannon – serie TV, 2 episodi (1974-1975)
- Hawkins – serie TV, un episodio (1974)
- L'isola delle 1000 avventure – serie TV (The New Adventures of Gilligan) (1974)
- Aloha Means Goodbye – film TV (1974)
- Mannix – serie TV, un episodio (1974)
- Adventures of the Queen – film TV (1975)
- You Lie So Deep, My Love – film TV (1975)
- Mobile One – serie TV, 2 episodi (1975)
- Collision Course: Truman vs. MacArthur – film TV (1976)
- Il ricco e il povero (Rich Man, Poor Man - Book II) – serie TV, 2 episodi (1976)
- McMillan e signora (McMillan & Wife) – serie TV, un episodio (1977)
- Codice R (Code R) – serie TV, un episodio (1977)
- Non c'è posto per nascondersi (Nowhere to Hide) – film TV (1977)
- ABC Afterschool Specials – serie TV, un episodio (1977)
- The Ghost of Flight 401 – film TV (1978)
- Sulle strade della California (Police Story) – serie TV, un episodio (1978)
- The Bastard – film TV (1978)
- Rescue from Gilligan's Island – film TV (1978)
- Wonder Woman – serie TV, un episodio (1978)
- Lou Grant – serie TV, un episodio (1978)
- The Castaways on Gilligan's Island – film TV (1979)
- Alle soglie del futuro (Beyond Westworld) – serie TV, un episodio (1980)
- Henry e Kip (Bosom Buddies) – serie TV, un episodio (1981)
- The Harlem Globetrotters on Gilligan's Island – film TV (1981)
- Il pianeta delle 1000 avventure – serie TV (Gilligan's Planet) (1982)
- I Jefferson (The Jeffersons) – serie TV, 2 episodi (1982)
- Buffalo Bill – serie TV, un episodio (1983)
- Santa Barbara – serie TV (1984)
- Dynasty – serie TV, 2 episodi (1986-1987)
- Dallas – serie TV, un episodio (1986)
- MacGyver – serie TV, un episodio (1986)
- Saranno famosi (Fame) – serie TV, un episodio (1987)
- Bravo Dick (Newhart) – serie TV, un episodio (1987)
- Alf (ALF) – serie TV, un episodio (1987)
- California (Knots Landing) – serie TV, un episodio (1987)
- Mathnet – serie TV, un episodio (1988)
- Monsters – serie TV, un episodio (1988)
- I miei due papà (My Two Dads) – serie TV, un episodio (1989)
- With a Vengeance – film TV (1992)
- Pappa e ciccia (Roseanne) – serie TV, un episodio (1995)
- Meego – serie TV, un episodio (1997)

### Doppiatore
- L'isola delle mille avventure (The New Adventures of Gilligan) - serie animata (1974-1977)
- Il pianeta delle mille avventure (Gilligan's Planet) - serie animata (1982-1983)

## Doppiatori italiani
- Pino Locchi in Destinazione...Terra!, Banditi senza mitra, Cittadino dello spazio
- Giuseppe Rinaldi ne La mano vendicatrice
- Gianfranco Bellini in Ai confini della realtà (ep. 2x13)
- Daniele Tedeschi in MacArthur il generale ribelle

Da doppiatore è sostituito da:
- Teo Bellia ne L'isola delle mille avventure, Il pianeta delle mille avventure